# Passiflora luzmarina
Passiflora luzmarina P. Jørg. – gatunek rośliny z rodziny męczennicowatych (Passifloraceae Juss. ex Kunth in Humb.). Występuje endemicznie w Andach w południowym Ekwadorze.

## Rozmieszczenie geograficzne
Rośnie endemicznie w Andach w południowym Ekwadorze w prowincji Loja, na zachodnich stokach gór Villonaco i Uritusinga.

## Morfologia
PokrójZdrewniałe, trwałe, nagie liany.
LiścieKlapowane, ostre lub rozwarte u podstawy. Mają 2,8-11,7 cm długości oraz 5,2–20 cm szerokości. Ząbkowane, z ostrym lub rozwartym wierzchołkiem. Ogonek liściowy jest owłosiony i ma długość 12–60 mm. Przylistki są w kształcie nerki o długości 7–17 mm.
KwiatyPojedyncze. Działki kielicha są podłużne, różowe, mają 2,2–2,7 cm długości. Płatki są podłużne, różowe, mają 1,8–2,6 cm długości.
OwoceMają podłużnie owalny kształt. Mają 4,0–7,5 cm długości i 1,5–2,7 cm średnicy. Są żółtopomarańczowe.

## Biologia i ekologia
Występuje w wyższym lesie andyjskim na wysokości 2450–2550 m n.p.m. Gatunek jest znany z jednej subpopulacji. Utrzymuje się w zaroślach wzdłuż dróg.

## Ochrona
W Czerwonej księdze gatunków zagrożonych został zaliczony do kategorii EN – gatunków zagrożonych wyginięciem. Niszczenie siedlisk jest jedynym zagrożeniem. Roślinność obszaru jego występowania jest zakłócona. Chociaż gatunek ten wydaje się utrzymywać w zaroślach wzdłuż dróg, to uważa się, że jest zagrożony wyginięciem z powodu jego bardzo niewielkiego zasięgu.